# Штанговый глубинный насос
УШГН (Установка ШГН, Установка штангового глубинного насоса) — это глубинные насосы штангового типа. Представляют собой устройство, при помощи которых можно откачивать жидкие среды из скважин, характеризующихся значительной глубиной.
Оборудование УШГН состоит из погружной части, плунжера, шарового и обратного клапана. Основные узлы привода УШГН: рама, балансир с поворотной головкой, траверса с шатунами, редуктор с кривошипами и противовесами, стойка в виде усеченной четырёхгранной пирамиды. УШГН является одной из наиболее распространённых в мире установок для добычи нефти. Преимущества УШГН: обладает высоким коэффициентом полезного действия, возможность применения двигателей различного типа. К недостаткам относятся: ограничение по глубине скважин и малая подача насоса.

## Принцип работы
При перемещении плунжера вверх в нижней части камеры насоса создается разрежение давления, что способствует всасывание перекачиваемой жидкой среды через входной клапан.

## Схема добычи нефти
С помощью ШГН:
1. Высасывающий клапан
2. Нагнетательный клапан
3. Штанга
4. Тройник
5. Устьевой сальник
6. Балансир станка качалки
7. Кривошипно — шатунный механизм
8. Электродвигатель
9. Головка балансира
10. Насосные трубы.